# 井出康平
井出 康平（いで こうへい、1983年5月17日- ）は、競技麻雀のプロ雀士。千葉県鎌ケ谷市出身。血液型はO型。日本プロ麻雀連盟所属（第21期生）で、現在同団体内での段位は五段。同団体の二階堂亜樹は元妻。

## 略歴
- 中学・高校時代は野球少年だった。しかし高校在学中、本人曰く「複雑な事情」から某芸能事務所のオーディションに合格し、それがテレビで放送されてしまう。その放送を見た高校の野球部監督が激怒し、翌日には高校を退学処分になってしまった[1]。
- 中学3年生の部活引退後に麻雀を始めていたことから、退学後はしばらく「平日は麻雀、土日はレッスンやコンサート」という生活を送る。その後18歳のころには雀荘勤務となり7年ほど務める[1]。20歳のころには雀荘ではほぼ負けなしとなり「天狗になっていた」ことから、連盟のプロテストを受けてプロ入りするも「いかに自分が井の中の蛙だったかと知らされました」として一時休会[1]。その後プロに復帰した。
- 2013年、第12回野口恭一郎賞・男性棋士部門を受賞[3]。
- MONDO TVの麻雀プロリーグには、第14回モンド杯から第18回モンド杯に5年連続出場。第16回モンド杯では、決勝第2戦オーラスで二軒リーチをかいくぐり、涙の初優勝を果たした[4]。
- 2019年6月17日、雑誌「フライデー」の報道を受け、二階堂亜樹との離婚を公表した[5]。二階堂との間に娘がいたが、娘の親権は井出が持っている。

## 獲得タイトル
- 野口恭一郎賞（第12回）[6]
- モンド杯（第16回）[4]

## 人物
- 趣味は、パチンコ、パチスロ、ゴルフ、競馬、野球。
- ニックネームは「康平ちゃん」、「麻雀傾奇者[7]」。
- 前述の二階堂亜樹を含めバツ２である。
- 29歳以下の女性、もしくは離婚歴があるが過去の結婚について反省がある女性を募集中。